# Colletes meridionalis
Colletes meridionalis là một loài Hymenoptera trong họ Colletidae. Loài này được Schrottky mô tả khoa học năm 1902.